# Bijagual (Panama)
Bijagual è un comune (corregimiento) della Repubblica di Panama situato nel distretto di David, provincia di Chiriquí. Si estende su una superficie di 84 km² e conta una popolazione di 732 abitanti (censimento 2010).